# 22 Dywizja Pancerna (ZSRR)
22 Dywizja Pancerna (ros. 22-я танковая дивизия) – radziecka dywizja pancerna z  okresu II wojny światowej.

## Historia
Dywizja została sformowana w marcu 1941 roku. Stacjonowała w Brześciu. W dniu agresji III Rzeszy na ZSRR mającej miejsce 22 czerwca 1941 roku dywizją dowodził gen. mjr Wasilij Puganow i znajdowała się ona około 40 km na wschód od twierdzy w Brześciu. Wyposażona była w czołgi lekkie T-26.
Z rejonu Żabinki, razem z 30 Dywizją Pancerną uczestniczyła w kontrataku dowodzonym przez gen. mjr Stepana Oborina. Kontratak rozpoczął się 23 czerwca 1941 roku o godz: 8:00 i uczestniczyło w nim około 200 czołgów T-26. Dywizja dowodzona przez gen. Puganowa zaatakowała niemiecką 3 Dywizję Pancerną. 22 Dywizja Pancerna słabo wsparta przez piechotę i artylerię poniosła ogromne straty, a gen. Puganow pod Kobryniem osobiście poprowadził swój czołg do ataku, poległ w walce taranując czołg nierzyjacielski. Dowodzący kontratakiem gen. Oborin został ranny. Gdy poleciał do Moskwy na leczenie, został aresztowany i rozstrzelany za dezercję. W nalotach na radzieckie dywizje pancerne aktywnie uczestniczyło niemieckie lotnictwo, zadając im poważne straty.

## Dowódcy dywizji
- gen. mjr Wasilij Puganow[4]

## Skład
- 43 pułk czołgów (43-й танковый полк)
- 44 pułk czołgów (44-й танковый полк)
- 22 pułk zmotoryzowany (22-й мотострелковый полк)